# Павловський Федір Іларіонович
Федір Іларіонович Павловський (27 листопада 1908 - 6 квітня 1989 ) - учасник радянсько-фінської і Великої Вітчизняної війни, партизанів, полковник, Герой Радянського Союзу .

## біографія
Народився 27 листопада 1908 року в селі Михайлівка, нині Запорізької області України, в селянській родині, Українець.
Закінчив неповну середню школу, курси радянського будівництва в Москві. Працював забійником на шахті Грузська в Донбасі.
У Червоній армії з 1930 року. Член ВКП (б) з 1932 року .
У 1940 році закінчив курси політскладу. Брав участь в боях з японцями біля озера Хасан в 1938 році, в радянсько-фінській війні. Учасник Великої Вітчизняної війни з 1941 року.
На початку липня 1941 року Ф. І. Павловський разом з 1-м секретарем Жовтневого районного комітету Компартії Білорусії Поліської області БРСР Т. Бумажкова організував в цьому районі партизанський загін «Червоний Жовтень», в тому ж місяці став командиром цього загону.
6 серпня 1941 року Ф. І. Павловському присвоєно звання Героя Радянського Союзу з врученням Ордена Леніна і медалі «Золота Зірка».
З січня 1942 року Ф. І. Павловський — командир партизанського з'єднання (відоме як «гарнізон Ф. І. Павловского» або Поліське партизанське з'єднання). Під його керівництвом 14 січня 1942 року було розгромлено гарнізон німецьких військ у селі Шинок Житковичский району, а через кілька днів відвойоване селище Копаткевичи (нині — в складі Петриківського району Гомельської області). Пізніше партизани Павловського відвоювали території Жовтневого, Житковицького, Петриківського та Глуського районів.
У травні 1942 року — травні 1944 року — командир 123-ї партизанської бригади імені 25-ї річниці Білоруської РСР . У 1943 році — травні 1944 року член підпільних Поліського обкому і Жовтневого райкому КП (б) Білорусії.
З липня 1944 — в запасі. У 1945—1966 роках — на керівній роботі.
Жив в Мінську.
Помер 6 квітня 1989 року. Похований в рідному селищі Михайлівка.